# Road to Success (DVD Nickelback)
Road to Success (pl: Droga do sukcesu) -  nieautoryzowana biografia kanadyjskiego zespołu rockowego Nickelback, wydana 1 maja 2004 roku nakładem wytwórni Chrome Dreams. Dokument trwający 60 minut ukazuje zdjęcia z rodzinnego albumu braci Kroegerów, wywiady z byłymi współpracownikami zespołu, m.in. pierwszym managerem grupy Clyde'm Hill'em, dyrektorem szkoły w Hanna, do której uczęszczali muzycy, oraz wywiady z ludźmi z branży muzycznej. W biografii nie użyto utworów grupy, gdyż nie jest ona autoryzowana ani przez zespół ani przez wytwórnię grupy. Wydanie to doczekało się również polskiej edycji wydanej pod nazwą Nickelback - Droga do sukcesu. Płyta była dołączona na popularnego pisma dla młodzieży Popcorn. Wraz z płytą dołączony był także plakat z zespołem z sesji zdjęciowej do płyty "All the Right Reasons". 

## Rozdziały
- "introduction" (3:18)
- "A Town Like Hanna" (6:18)
- "There's Something About Vancouver" (3:58)
- "Learning To Fly" (5:27)
- " See You At The Show" (7:38)
- "Great Balls Of Fire" (7:46)
- "When The Nickel Dropped" (5:32)
- "Good Old Country Boys" (5:56)
- "The Long Road To Success" (5:48)
- "Some Day In The Future" (9:47)

## Produkcja
- Wydany: 1 maja 2004
- Obraz: 4:3
- Dźwięk: stereo
- Czas trwania: 60 minut
- Język: Język angielski/napisy polskie
- Tłoczenie: Takt